# کلیفتی (آرکانزاس)
کلیفتی (به انگلیسی: Clifty) یک منطقهٔ مسکونی در ایالات متحده آمریکا است که در شهرستان مدیسون، آرکانزاس واقع شده‌است. کلیفتی ۴۳۰٫۹۹ متر بالاتر از سطح دریا واقع شده‌است.